# Бициклизам на Летњим олимпијским играма 1896 — писта, хронометар за мушкарце
Трка на 333,3 метра (Против сата, на време) била је једна од 5 бициклистичких дисциплина које су се одржале на велодруму на Олимпијским играма 1896. програм. То је била трка од једног вело (велодромског) круга који је исносио 333,3 метра са стојећим стартом.
Трка је била четврта бициклистичка дисциплина, која се одржала 11. априла. Овак ва трка је одржана први и једини пут на 1/3 km да се По први пут такмичење суђења је био једини пут да се олимпијски време суђења одржана преко удаљености од 1/3 km. Дисциплина је вражена на програм Игара 1928. али се одржавала на 1 km.
Учествовало је 8 такмичара из 5 земаља.

## Земље учеснице
- Аустрија (1)
- Француска (2)
- Немачко царство (2)
- Уједињено Краљевство (2)
- Грчка {1}

## Освајачи медаља
|                     |                             |                     |
| Пол Масон Француска | Стаматиос Николопулос Грчка | Адолф Шмал Аустрија |

## Резултати
Победио је Пол Масон из Француске, којем је ово била трећа златна медаља. Другопласирани Грк Стаматиос Николопулос и Аустријанац Адолф Шмал су имали исто време, па су морали возити још једну трку (плеј оф) за другу позицију.
| Место | Бициклиста                          | Држава |
| ----- | ----------------------------------- | ------ |
|       | Пол Масон · Француска               | 24,0   |
|       | Стаматиос Николопулос Грчка         | 26,0   |
|       | Адолф Шмал Аустрија                 | 26,0   |
| 4.    | Едвард Бател · Уједињено Краљевство | 26,2   |
| 5.    | Френк Кипинг · Уједињено Краљевство | 27,0   |
| 5.    | Теодор Лојполд · Немачко царство    | 27,0   |
| 5.    | Леон Фламан · Француска             | 27,0   |
| 8.    | Јозеф Роземајер · Немачко царство   | 27,2   |

### Трка за пласман
| Место | Бициклиста                  | Време |
| ----- | --------------------------- | ----- |
| 1     | Стаматиос Николопулос Грчка | 25.4  |
| 2     | Адолф Шмал Аустрија         | 26.6  |

У овој трци, Николопоулос је побољшао своје време из прве трке, а Шмал је био спорији него у првом кругу, тако да је Николопулос постао други, а Шмал трећи.